# Crotalaria antunesii
Crotalaria antunesii är en ärtväxtart som beskrevs av Baker f.. Crotalaria antunesii ingår i släktet sunnhampor, och familjen ärtväxter. Inga underarter finns listade i Catalogue of Life.